# She's Got Issues
She's Got Issues är en singel av det amerikanska punkrockbandet The Offspring och detta var den fjärde och sista singeln som släpptes från albumet Americana. Singeln hade tre olika omslag; alla omslag hade samma bild, men med olika bakgrundsfärger nämligen röd, blå och grön. Låten blev inte lika populär som bandet hade hoppats på och när de skulle släppa Greatest Hits-albumet valde de att inte ta med denna singel, fastän de tagit med nästan alla de andra singlarna som de hade släppt tidigare. "She's Got Issues" var från början menad att sampla The Zombies låt "Time of the Season", men det hände aldrig. Låten hette från början "I've Got Issues", men lät då enligt Noodles för gnällig.
"She's Got Issues" handlar om en kvinna (spelad av Zooey Deschanel i musikvideon) som konstant klagar över sina psykologiska problem. Personen som lyssnar på klagomålen tröttnar till slut och är övertygad om att hon kan överkomma dessa problem om hon bara försökte.

## Låtlista
Alla låtar är skrivna och komponerade av The Offspring, om inte annat anges. 
| Nr | Titel                                                        | Längd |
| -- | ------------------------------------------------------------ | ----- |
| 1. | She's Got Issues                                             | 3:49  |
| 2. | The Kids Aren't Alright (Full Mix)                           | 4:56  |
| 3. | All I Want (live-version)                                    | 2:29  |
| 4. | Pretty Fly (for a White Guy) (The Baka Boyz Low Rider Remix) | 3:01  |